# Грінкасл (Індіана)
Грінкасл (англ. Greencastle) — місто (англ. city) в США, в окрузі Патнем штату Індіана. Населення — 9820 осіб (2020).

## Географія
Грінкасл розташований за координатами 39°38′31″ пн. ш. 86°50′46″ зх. д. / 39.64194° пн. ш. 86.84611° зх. д. (39.642017, -86.846119). За даними Бюро перепису населення США в 2010 році місто мало площу 13,71 км², з яких 13,58 км² — суходіл та 0,13 км² — водойми.

### Клімат
| Клімат : Грінкасл     | Клімат : Грінкасл | Клімат : Грінкасл | Клімат : Грінкасл | Клімат : Грінкасл | Клімат : Грінкасл | Клімат : Грінкасл | Клімат : Грінкасл | Клімат : Грінкасл | Клімат : Грінкасл | Клімат : Грінкасл | Клімат : Грінкасл | Клімат : Грінкасл | Клімат : Грінкасл |
| Показник              | Січ.              | Лют.              | Бер.              | Квіт.             | Трав.             | Черв.             | Лип.              | Серп.             | Вер.              | Жовт.             | Лист.             | Груд.             | Рік               |
| Середній максимум, °C | 2,2               | 4,4               | 10,6              | 17,2              | 23,3              | 28,3              | 30,0              | 29,4              | 26,1              | 19,4              | 11,1              | 3,9               | 17,2              |
| Середній мінімум, °C  | −7,2              | −6,1              | −0,6              | 5,6               | 10,6              | 16,1              | 17,8              | 16,7              | 12,8              | 6,7               | 0,6               | −5                | 5,6               |
| Норма опадів, мм      | 69                | 58                | 97                | 97                | 119               | 122               | 107               | 94                | 94                | 76                | 86                | 76                | 1095              |
| --------------------- | ----------------- | ----------------- | ----------------- | ----------------- | ----------------- | ----------------- | ----------------- | ----------------- | ----------------- | ----------------- | ----------------- | ----------------- | ----------------- |
| Джерело: Weatherbase  |                   |                   |                   |                   |                   |                   |                   |                   |                   |                   |                   |                   |                   |

## Демографія
Згідно з переписом 2010 року, у місті мешкало 10 326 осіб у 3368 домогосподарствах у складі 1989 родин. Густота населення становила 753 особи/км². Було 3742 помешкання (273/км²).
Расовий склад населення:
| - 92,4 % — білих - 2,7 % — чорних або афроамериканців - 1,9 % — азіатів - 0,3 % — корінних американців |

До двох чи більше рас належало 1,8 %. Частка іспаномовних становила 2,5 % від усіх жителів.
За віковим діапазоном населення розподілялося таким чином: 19,0 % — особи молодші 18 років, 66,8 % — особи у віці 18—64 років, 14,2 % — особи у віці 65 років та старші. Медіана віку мешканця становила 27,4 року. На 100 осіб жіночої статі у місті припадало 87,5 чоловіків; на 100 жінок у віці від 18 років та старших — 82,4 чоловіків також старших 18 років.
Середній дохід на одне домашнє господарство становив 62 187 доларів США (медіана — 45 315), а середній дохід на одну сім'ю — 73 134 долари (медіана — 51 678). Медіана доходів становила 47 269 доларів для чоловіків та 32 328 доларів для жінок. За межею бідності перебувало 12,7 % осіб, у тому числі 19,6 % дітей у віці до 18 років та 2,9 % осіб у віці 65 років та старших.
Цивільне працевлаштоване населення становило 4021 осіб. Основні галузі зайнятості: освіта, охорона здоров'я та соціальна допомога — 34,5 %, виробництво — 13,8 %, мистецтво, розваги та відпочинок — 13,0 %.